# Limbach-Oberfrohna
Limbach-Oberfrohna ist eine Große Kreisstadt im Landkreis Zwickau im Südwesten des Freistaates Sachsen, die am 1. Juli 1950 durch Zusammenschluss der Städte Limbach und Oberfrohna gebildet wurde. Limbach hatte 1883 das Stadtrecht erhalten, Oberfrohna 1935. Mit der Nachbargemeinde Niederfrohna besteht eine Verwaltungsgemeinschaft.

## Geografie

### Geografische Lage
Limbach-Oberfrohna ist naturräumlich dem Grenzgebiet zwischen Mittelsächsischem Hügelland und Erzgebirgsvorland bzw. dem Erzgebirgsbecken im südwestlichen Teil Sachsens zuzuordnen. Südlich bzw. südöstlich der Stadt verläuft der waldreiche Höhenzug des Rabensteiner Waldes als nördlicher Ausläufer des Erzgebirgsvorlandes. Das Stadtgebiet hat im Bereich der Gemarkungsgrenze zu Chemnitz-Grüna über den Ortsteil Pleißa Anteil daran. Es werden Höhen von über 400 m ü. NN erreicht.
Des Weiteren wird Limbach-Oberfrohna von einer Reihe kleinerer Bäche durchflossen – u. a. Pleißenbach, Frohnbach – die teils in Richtung Zwickauer Mulde (Frohnbach), teils in Richtung Chemnitz (Pleißenbach) entwässern. Die Zwickauer Mulde durchfließt als einziges größeres Fließgewässer den Stadtteil Wolkenburg-Kaufungen aus Richtung Waldenburg kommend.
Limbach-Oberfrohna dehnt sich über eine Fläche von 50,17 km² aus. Das Stadtgebiet erstreckt sich von der Landesgrenze zu Thüringen bis zur östlichen Nachbarstadt Chemnitz über eine Distanz von etwa 13 km.

### Nachbargemeinden
| Gemeinde Nobitz im Landkreis Altenburger Land im Freistaat Thüringen | Stadt Penig im Landkreis Mittelsachsen      | Gemeinde Niederfrohna im Landkreis Zwickau und Gemeinde Hartmannsdorf im Landkreis Mittelsachsen |
| Stadt Waldenburg im Landkreis Zwickau                                | Kompassrose, die auf Nachbargemeinden zeigt | kreisfreie Stadt Chemnitz                                                                        |
| Gemeinde Callenberg im Landkreis Zwickau                             |                                             |                                                                                                  |

### Stadtgliederung

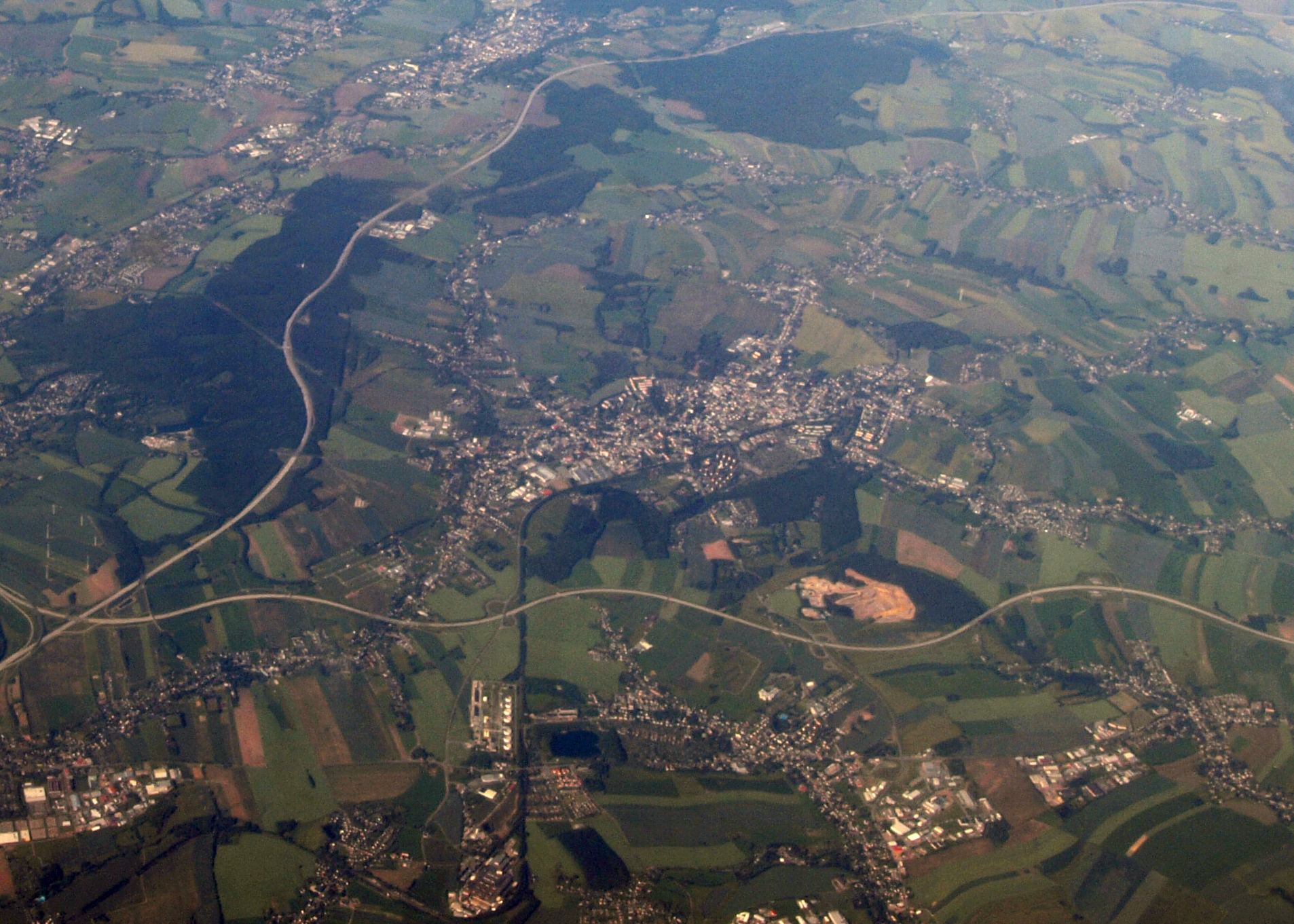
Luftbild aus nordöstlicher Richtung (2012)

Limbach-Oberfrohna sind neben der Kernstadt – bestehend aus Limbach, Oberfrohna und Rußdorf – vier weitere Stadtteile – Bräunsdorf, Kändler, Pleißa sowie Wolkenburg-Kaufungen – zugeordnet. Insgesamt bestehen damit sieben Stadtteile:
| Stadtteil            | Einwohner1 | Fläche in km² | Einwohner je km² |
| -------------------- | ---------- | ------------- | ---------------- |
| Limbach              | 11.880     | 7,01          | 1.695            |
| Oberfrohna           | 3.906      | 4,08          | 957              |
| Rußdorf              | 1.738      | 4,70          | 370              |
| Bräunsdorf           | 979        | 6,96          | 141              |
| Kändler              | 1.885      | 3,15          | 598              |
| Pleißa               | 2.338      | 7,22          | 324              |
| Wolkenburg-Kaufungen | 1.549      | 17,04         | 91               |
| Gesamt               | 24.275     | 50,16         | 484              |

1Stand: Dezember 2023

#### Limbach

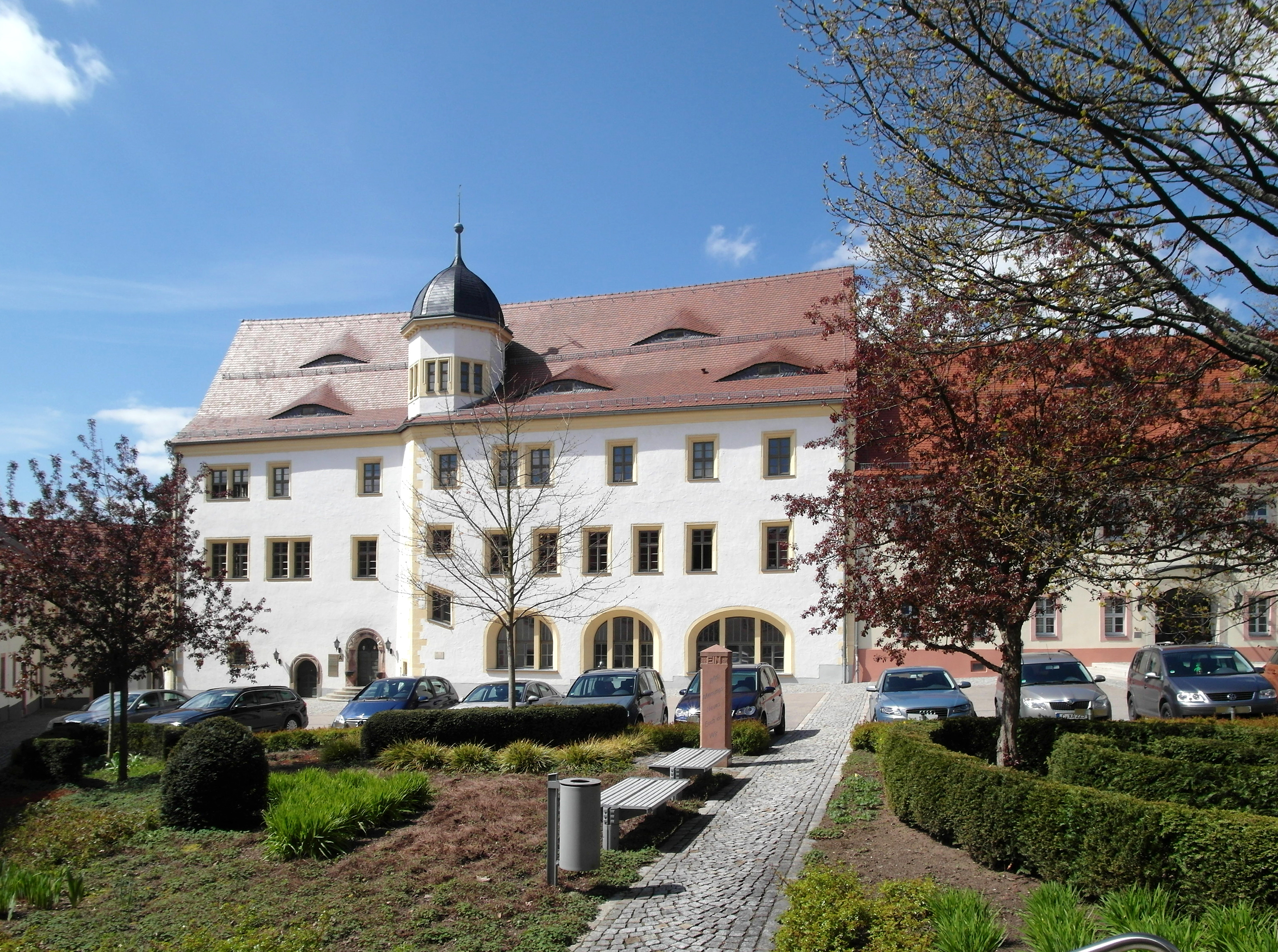
Rittergut Limbach, Herrenhaus, seit den 1990er Jahren Stadtverwaltung

Limbach ist der östlichste der drei Kernstadtteile. Er ist nördlich des Naturschutzgebietes Limbacher Teiche gelegen, von denen der Große Teich am weitesten ausgedehnt ist. Im Jahr 1248 wurden ein Johannes de Limpach und 1348 die Pfarrei erstmals erwähnt. Zum 1. Januar 1883 erhielt das Dorf Stadtrecht. Am 1. Juli 1950 wurde es mit Oberfrohna auf SED-Beschluss zu Limbach-Oberfrohna vereinigt.

#### Oberfrohna
Der Ort befindet sich zwischen Rußdorf im Westen und Limbach im Osten liegend. Oberfrohna wurde 1415 als Querchfrohne zum ersten Mal erwähnt. 1935 erfolgten sowohl die Eingemeindung von Rußdorf als auch die Verleihung der Stadtrechte. Am 1. Juli 1950 wurde Oberfrohna mit der Nachbarstadt Limbach zur Doppelstadt Limbach-Oberfrohna zwangsvereinigt.

#### Rußdorf
Rußdorf ist an der Grenze zu Callenberg im Westen des Stadtgebietes gelegen. Das Dorf wurde 1335 zum ersten Mal erwähnt. Der Ort war ehemals teilweise eine Exklave von Sachsen-Altenburg, später des Landes Thüringen in Sachsen. Durch einen Staatsvertrag gelangten 1928 in einem Gebietsaustausch die thüringischen Teile des Ortes zu Sachsen. Am 31. März 1935 wurde Rußdorf nach Oberfrohna eingemeindet und ist seit 1950 schließlich ein Stadtteil von Limbach-Oberfrohna.

#### Kändler
Kändler wurde 1375 zum ersten Mal erwähnt. Der Ortsname leitet sich vom traditionellen „keeneln“ (altdeutsch für gefällte Stämme rutschend den Hang hinunter transportieren) ab. Am 1. Januar 1999 erfolgte die Eingemeindung nach Limbach-Oberfrohna.

#### Pleißa
Pleißa wurde zum ersten Mal am 13. Dezember 1375 urkundlich erwähnt. Am 1. Januar 1999 erfolgte die Eingemeindung nach Limbach-Oberfrohna.
Durch die Eingemeindung von Bräunsdorf, Kändler und Pleißa wuchs das Stadtgebiet auf 33,12 km² an. Falko Weißpflog ist eine bekannte Persönlichkeit aus Pleißa.

#### Wolkenburg-Kaufungen

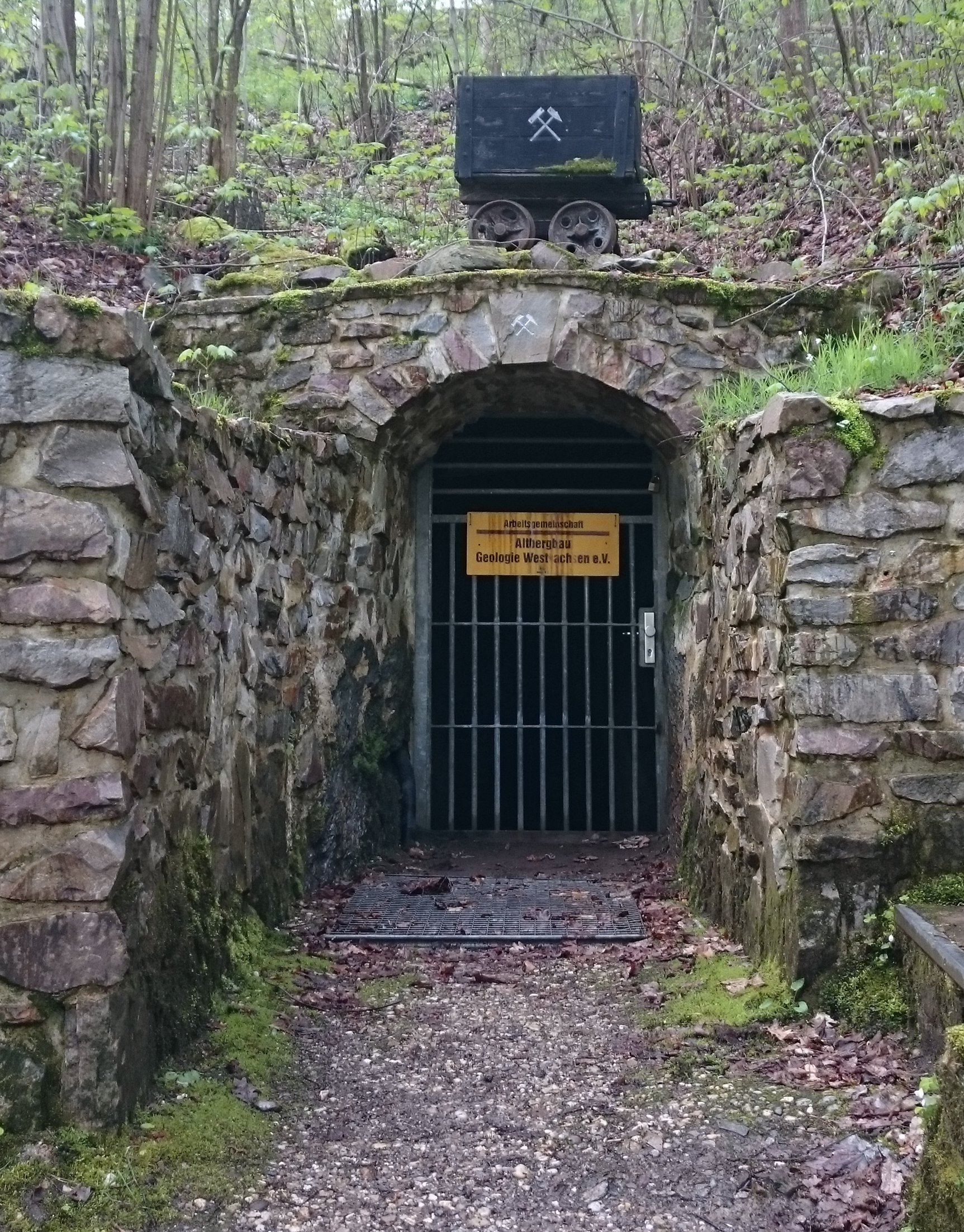
Eingang zum Besucherbergwerk St. Anna in Wolkenburg-Kaufungen

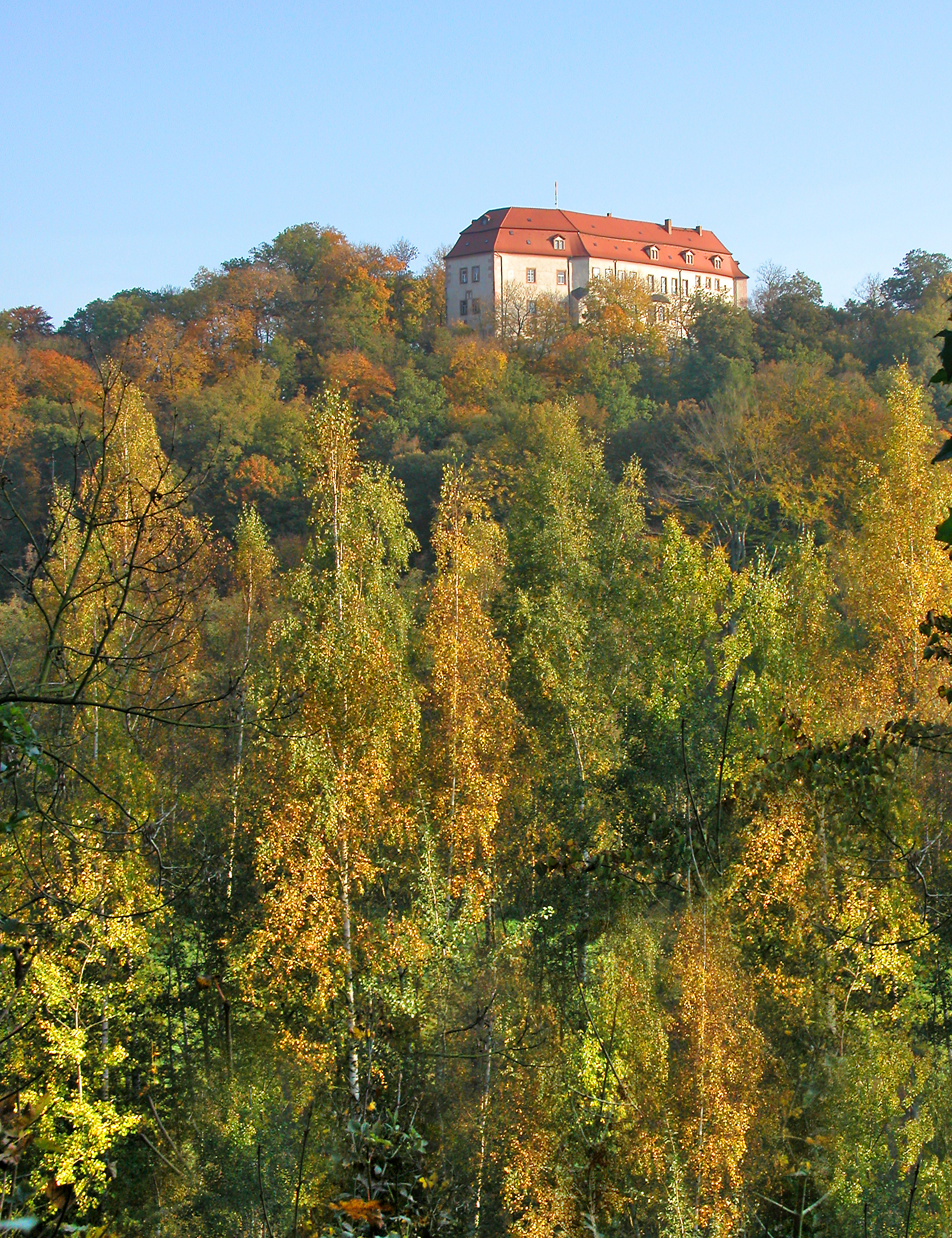
Schloss Wolkenburg hoch über der Zwickauer Mulde

Kaufungen wurde zum ersten Mal 1226 urkundlich erwähnt, bei Wolkenburg war dies 1241. Der zwischen Herrnsdorf, Uhlsdorf und Niederwinkel gelegene Ullrichsberg (oder Ullersberg) gehört zu den frühesten Bergbauorten im heutigen Freistaat Sachsen. Reste eines Pingenfeldes und einer heute wüsten Ansiedlung von Bergleuten wurden Anfang der 1990er Jahre archäologisch auf das Ende des 13. oder den Anfang des 14. Jahrhunderts datiert. Erstmals urkundlich erwähnt wurde der Bergbau im Januar 1351, als sich Markgraf Friedrich III., der Strenge mit den Brüdern Volrad und Busso von Colditz über die Ausübung der Münzrechte in Wolkenburg einigte. Mit Unterbrechungen wurde bis gegen Ende des 18. Jahrhunderts am Ullrichsberg Kupfer, Blei und Silber abgebaut. Durch eine Arbeitsgemeinschaft wurden seit 1980 zwei Stollen (Segen Gottes bei Niederwinkel und St. Anna bei Herrnsdorf) als Besucherbergwerke der Öffentlichkeit wieder zugänglich gemacht.
Wolkenburg/Mulde und Kaufungen schlossen sich erst 1994 zu einer Gemeinde zusammen. Zu Wolkenburg-Kaufungen gehören die drei Ortsteile Dürrengerbisdorf, Herrnsdorf und Uhlsdorf. Am 1. Januar 2000 wurde die Gemeinde nach einer gescheiterten Verwaltungsgemeinschaft mit Waldenburg in die Stadt Limbach-Oberfrohna eingegliedert.
Bekannte Persönlichkeiten der ehemaligen Gemeinde sind Kunz von Kauffungen, Detlev Carl Graf von Einsiedel, Detlev Graf von Einsiedel und Fritz von Uhde.
Gegen Ende des Zweiten Weltkrieges von August 1944 bis 13. April 1945 existierte im Ortsteil Wolkenburg ein Frauen-Außenlager des KZ Flossenbürg, in dem etwa 400 Frauen für die Opta-Radio AG Leipzig Zwangsarbeit verrichten mussten. Sieben Frauen erlagen den unmenschlichen Lebensbedingungen.
Bekannte Bauwerke sind das Schloss Wolkenburg und die St.-Mauritius-Kirche in Wolkenburg. Gegenwärtig wird das 1613 erstmals erwähnte Bergamtshaus im Ortsteil Herrnsdorf restauriert.

#### Bräunsdorf
Bräunsdorf wurde 1290 zum ersten Mal urkundlich erwähnt. Am 1. November 1998 wurde Bräunsdorf nach Limbach-Oberfrohna eingemeindet.

## Geschichte

### Mittelalter
Urkundlich ist ein „Heinrich von Frone“ belegt.

### Von der Stadtgründung 1950 bis 1990
Die Doppelstadt Limbach-Oberfrohna entstand am 1. Juli 1950 durch die Vereinigung der beiden Städte Limbach und Oberfrohna. Die noch junge Stadt wurde im Zuge der Gebietsreform 1952 in den Kreis Chemnitz, dann Karl-Marx-Stadt-Land, der sich im gleichnamigen Bezirk der DDR befand, eingegliedert.
Zu DDR-Zeiten wurde das Pionierferienlager Clara Zetkin eingerichtet, in dem auch westdeutsche Kinder Ferien machen konnten.

### Seit 1990
Nach der Wende existierte der zugehörige Landkreis als Landkreis Chemnitz im wiedergegründeten Freistaat Sachsen weiter. Am 1. Oktober 1994 erhielt Limbach-Oberfrohna den Sonderstatus Große Kreisstadt.
Am 1. Januar 2000 kam es zur Bildung der Verwaltungsgemeinschaft mit Niederfrohna.
Seit August 2008 gehört Limbach-Oberfrohna zum Landkreis Zwickau.
Jahrelang wurden eine Gruppe nicht rechter Jugendlicher und ihre Treffpunkte von Neonazis attackiert. Um sie zu schützen, gründeten ihre Eltern das Bunte Bürgerforum für Demokratie. Stadt, Polizei und Regionalpresse sprachen von Auseinandersetzungen zwischen Personen „aus dem linken und dem rechten Spektrum.“ Später verurteilte das Amtsgericht Zwickau Nico D. als Rädelsführer der rechtsextremen Szene wegen Brandstiftung, Körperverletzung und Verwendung verfassungswidriger Kennzeichen zu 2½ Jahren Haft. Der Staatsanwalt hatte klargestellt, dass in Limbach-Oberfrohna kein diffuser Bandenkrieg geherrscht habe; vielmehr kenne er nur Fälle mit rechten Tätern und linken Opfern.
2011 wurde der Verein Buntes Bürgerforum für Demokratie Limbach-Oberfrohna mit dem Sächsischen Förderpreis für Demokratie ausgezeichnet. Bei einer Anhörung im Innenausschuss des Sächsischen Landtags am 9. Februar 2012 erklärte der Leiter der Polizeidirektion Chemnitz-Erzgebirge, Uwe Reißmann, dass in der Region seit 2008 verstärkt rechte Kriminalität registriert worden sei, wofür er die Autonomen Nationalisten Limbach-Oberfrohna, die sich später in Nationaler Widerstand Limbach-Oberfrohna umbenannten verantwortlich machte; deren erklärtes Ziel sei es gewesen, gewaltsam eine „national befreite Zone“ zu schaffen. Auf derselben Veranstaltung befand der Politikwissenschaftler Hajo Funke, Kommunalpolitik und Polizei hätten in Limbach-Oberfrohna eine konsequente Strafverfolgung sträflich vernachlässigt, so dass die Gefahr bestehe, dass „aus Alltagsterror Schlimmeres wird.“ Neonazis seien in der Region zu so massiver Gewalt in der Lage, dass in der Stadt Angst und Drohräume das Klima störten.
Im Sommer 2012 liefen erste Verhandlungen des Ortsteils Meinsdorf der Gemeinde Callenberg mit Limbach-Oberfrohna über eine Eingemeindung. Grund dafür ist die enge kulturelle Bindung an Limbach-Oberfrohna und die Erwartung, dass sich Callenberg künftig mit Hohenstein-Ernstthal zusammenschließen könnte.
Vom 2. bis 4. September 2016 fand der 25. Tag der Sachsen in Limbach-Oberfrohna statt. In dieser Zeit (am Samstag, den 3. September 2016) wurde mit über 1050 Spielern (1052) ein neuer Weltrekord im Mensch-ärgere-Dich-nicht-Spielen aufgestellt.
2022 geriet Limbach-Oberfrohna durch die Diskussion über das Abstimmverhalten seines Kommunalparlaments überregional in die Schlagzeilen: Im September 2022 lehnte der Stadtrat von Limbach-Oberfrohna aus einer Liste von fünf Vorschlägen für durch Stolpersteine zu ehrende Personen zwei ab. Die Ablehnung erfolgte mit Stimmen der CDU, der Freien Wähler und der AfD mit der Begründung, die von Nazis erschossenen Max Tennler und Arno Förster seien Mitglieder der KPD und damit „der Demokratie nicht gut gesonnen“ gewesen. Daraufhin stellte der Initiator der Aktion, Stadtrat Albert Klepper (Grüne) die Ehrung insgesamt in Frage, denn bei den Opfern dürften „keine Unterschiede gemacht“ werden. Kritiker des Abstimmungsverhaltens warfen der CDU vor, alle hätten sich bereits vor der Abstimmung öffentlich positioniert: Die CDU habe also voraussehen können, wie die AfD votieren werde.

### Eingemeindungen
| Ehemalige Gemeinde   | Datum            | Anmerkung                                                    |
| -------------------- | ---------------- | ------------------------------------------------------------ |
| Bräunsdorf           | 1. November 1998 |                                                              |
| Dürrengerbisdorf     | 1. März 1965     | Eingemeindung nach Wolkenburg/Mulde                          |
| Herrnsdorf           | 1. Juli 1950     | Eingemeindung nach Uhlsdorf                                  |
| Kändler              | 1. Januar 1999   |                                                              |
| Kaufungen            | 1. Januar 1994   | Zusammenschluss mit Wolkenburg/Mulde zu Wolkenburg-Kaufungen |
| Limbach              | 1. Juli 1950     |                                                              |
| Oberfrohna           | 1. Juli 1950     |                                                              |
| Pleißa               | 1. Januar 1999   |                                                              |
| Rußdorf              | 31. März 1935    | Eingemeindung nach Oberfrohna                                |
| Uhlsdorf             | 1. März 1965     | Eingemeindung nach Wolkenburg/Mulde                          |
| Wolkenburg-Kaufungen | 1. Januar 2000   |                                                              |
| Wolkenburg/Mulde     | 1. Januar 1994   | Zusammenschluss mit Kaufungen zu Wolkenburg-Kaufungen        |

## Einwohnerentwicklung

### Jeweiliger Gebietsstand der Gemeinde
| Jahr | Einwohner                            |
| ---- | ------------------------------------ |
| 1900 | 16.806 (Limbach) 5.269 (Oberfrohna)  |
| 1933 | 18.200 (Limbach) 10.498 (Oberfrohna) |
| 1950 | 28.493                               |
| 1960 | 26.381 1                             |
| 1981 | 23.107                               |
| 1984 | 22.338                               |
| 1990 | 22.324                               |
| 1991 | 21.610                               |
| 1992 | 21.205                               |
| 1993 | 20.923                               |
| 1994 | 20.951                               |
| 1995 | 20.878                               |

| Jahr | Einwohner  |
| ---- | ---------- |
| 1996 | 21.004     |
| 1997 | 20.918     |
| 1998 | 21.880 2 3 |
| 1999 | 25.873 4   |
| 2000 | 27.552 5   |

### Gebietsstand der Gemeinde seit den 2010er Jahren
| Jahr | Einwohner |
| ---- | --------- |
| 1982 | 30.190    |
| 1983 | 29.864    |
| 1984 | 29.525    |
| 1985 | 29.248    |
| 1986 | 29.100    |
| 1987 | 29.047    |
| 1988 | 29.877    |
| 1989 | 29.236    |
| 1990 | 28.804    |
| 1991 | 27.941    |

| Jahr | Einwohner |
| ---- | --------- |
| 1992 | 27.509    |
| 1993 | 27.266    |
| 1994 | 27.428    |
| 1995 | 27.453    |
| 1996 | 27.646    |
| 1997 | 27.778    |
| 1998 | 27.887    |
| 1999 | 27.719    |
| 2000 | 27.552    |
| 2001 | 27.257    |

| Jahr | Einwohner |
| ---- | --------- |
| 2002 | 27.082    |
| 2003 | 27.074    |
| 2004 | 27.043    |
| 2005 | 26.803    |
| 2006 | 26.597    |
| 2007 | 26.254    |
| 2008 | 25.957    |
| 2009 | 25.610    |
| 2010 | 25.348    |
| 2011 | 24.571    |

| Jahr | Einwohner |
| ---- | --------- |
| 2012 | 24.385    |
| 2013 | 24.107    |
| 2014 | 24.014    |
| 2015 | 24.059    |
| 2016 | 24.113    |
| 2017 |           |
| 2018 | 24.029    |
| 2019 | 23.895    |
| 2020 |           |
| 2021 |           |

Einwohnerzahlen ab 2011 auf Basis des Zensus 2011

## Politik

### Stadtrat
Die Stadtratswahl vom 9. Juni 2024 führte im Stadtrat von Limbach-Oberfrohna zu folgender Sitzverteilung:
| Stadtrat ab 2024Insgesamt 26 Sitze - Linke: 1 - Grüne: 1 - SPD: 1 - FW: 11 - FDP: 1 - CDU: 5 - AfD: 6 mmmmmmmm | Liste                                 | 2024   | 2024   | 2019   | 2019   | 2014   | 2014   |
| Stadtrat ab 2024Insgesamt 26 Sitze - Linke: 1 - Grüne: 1 - SPD: 1 - FW: 11 - FDP: 1 - CDU: 5 - AfD: 6 mmmmmmmm | Liste                                 | Sitze  | in %   | Sitze  | in %   | Sitze  | in %   |
| Stadtrat ab 2024Insgesamt 26 Sitze - Linke: 1 - Grüne: 1 - SPD: 1 - FW: 11 - FDP: 1 - CDU: 5 - AfD: 6 mmmmmmmm | Freie Wähler Limbach-Oberfrohna e. V. | 11     | 43,0   | 10     | 36,5   | 6      | 21,0   |
| Stadtrat ab 2024Insgesamt 26 Sitze - Linke: 1 - Grüne: 1 - SPD: 1 - FW: 11 - FDP: 1 - CDU: 5 - AfD: 6 mmmmmmmm | AfD                                   | 6      | 23,4   | 4      | 16,8   | 1      | 6,8    |
| Stadtrat ab 2024Insgesamt 26 Sitze - Linke: 1 - Grüne: 1 - SPD: 1 - FW: 11 - FDP: 1 - CDU: 5 - AfD: 6 mmmmmmmm | CDU                                   | 5      | 19,7   | 7      | 24,5   | 11     | 37,3   |
| Stadtrat ab 2024Insgesamt 26 Sitze - Linke: 1 - Grüne: 1 - SPD: 1 - FW: 11 - FDP: 1 - CDU: 5 - AfD: 6 mmmmmmmm | SPD                                   | 1      | 4,2    | 1      | 3,7    | 2      | 9,9    |
| Stadtrat ab 2024Insgesamt 26 Sitze - Linke: 1 - Grüne: 1 - SPD: 1 - FW: 11 - FDP: 1 - CDU: 5 - AfD: 6 mmmmmmmm | Linke                                 | 1      | 4,0    | 2      | 9,8    | 4      | 14,0   |
| Stadtrat ab 2024Insgesamt 26 Sitze - Linke: 1 - Grüne: 1 - SPD: 1 - FW: 11 - FDP: 1 - CDU: 5 - AfD: 6 mmmmmmmm | Grüne                                 | 1      | 3,2    | 1      | 4,5    | 1      | 3,9    |
| Stadtrat ab 2024Insgesamt 26 Sitze - Linke: 1 - Grüne: 1 - SPD: 1 - FW: 11 - FDP: 1 - CDU: 5 - AfD: 6 mmmmmmmm | FDP                                   | 1      | 2,5    | 1      | 4,1    | 1      | 4,8    |
| Stadtrat ab 2024Insgesamt 26 Sitze - Linke: 1 - Grüne: 1 - SPD: 1 - FW: 11 - FDP: 1 - CDU: 5 - AfD: 6 mmmmmmmm | NPD                                   | –      | –      | –      | –      | –      | 2,4    |
| Stadtrat ab 2024Insgesamt 26 Sitze - Linke: 1 - Grüne: 1 - SPD: 1 - FW: 11 - FDP: 1 - CDU: 5 - AfD: 6 mmmmmmmm | Wahlbeteiligung                       | 66,4 % | 66,4 % | 62,1 % | 62,1 % | 48,1 % | 48,1 % |

### Oberbürgermeister
Jesko Vogel (Freie Wähler) war vom 1. August 2015 bis zu seinem Tod am 15. September 2021 Oberbürgermeister der Stadt. Er löste Hans-Christian Rickauer ab, der seit dem 29. Mai 1990 Oberbürgermeister der Stadt war. Nach dem Tod Jesko Vogels übernahm Robert Volkmann kommissarisch die Leitung der Stadt.
Bei der Oberbürgermeisterwahl am 6. Februar 2022 setzte sich der Kandidat der Freien Wähler Gerd Härtig mit 71,3 % gegen den CDU-Kandidaten Hippold mit 28,7 Prozent durch.
| Wahl | Bürgermeister               | Vorschlag             | Wahlergebnis (in %) |
| ---- | --------------------------- | --------------------- | ------------------- |
| 2022 | Gerd Härtig                 | FW Limbach-Oberfrohna | 71,3                |
| 2015 | Dr. Jesko Vogel             | FW Limbach-Oberfrohna | 51,8                |
| 2008 | Dr. Hans-Christian Rickauer | CDU                   | 59,2                |
| 2001 | Dr. Hans-Christian Rickauer | CDU                   | 58,4                |
| 1994 | Dr. Hans-Christian Rickauer | CDU                   | 54,3                |

### Städtepartnerschaften
- Ingelheim am Rhein (Rheinland-Pfalz)
- Hambach (Teil von Neustadt an der Weinstraße, Rheinland-Pfalz)
- Hechingen (Baden-Württemberg)
- Leinach (Bayern)
- Zlín (Tschechien)

## Bauwerke und Plätze
- Schloss Wolkenburg
- Schloss Kaufungen
- Stadthalle
- Wasserturm

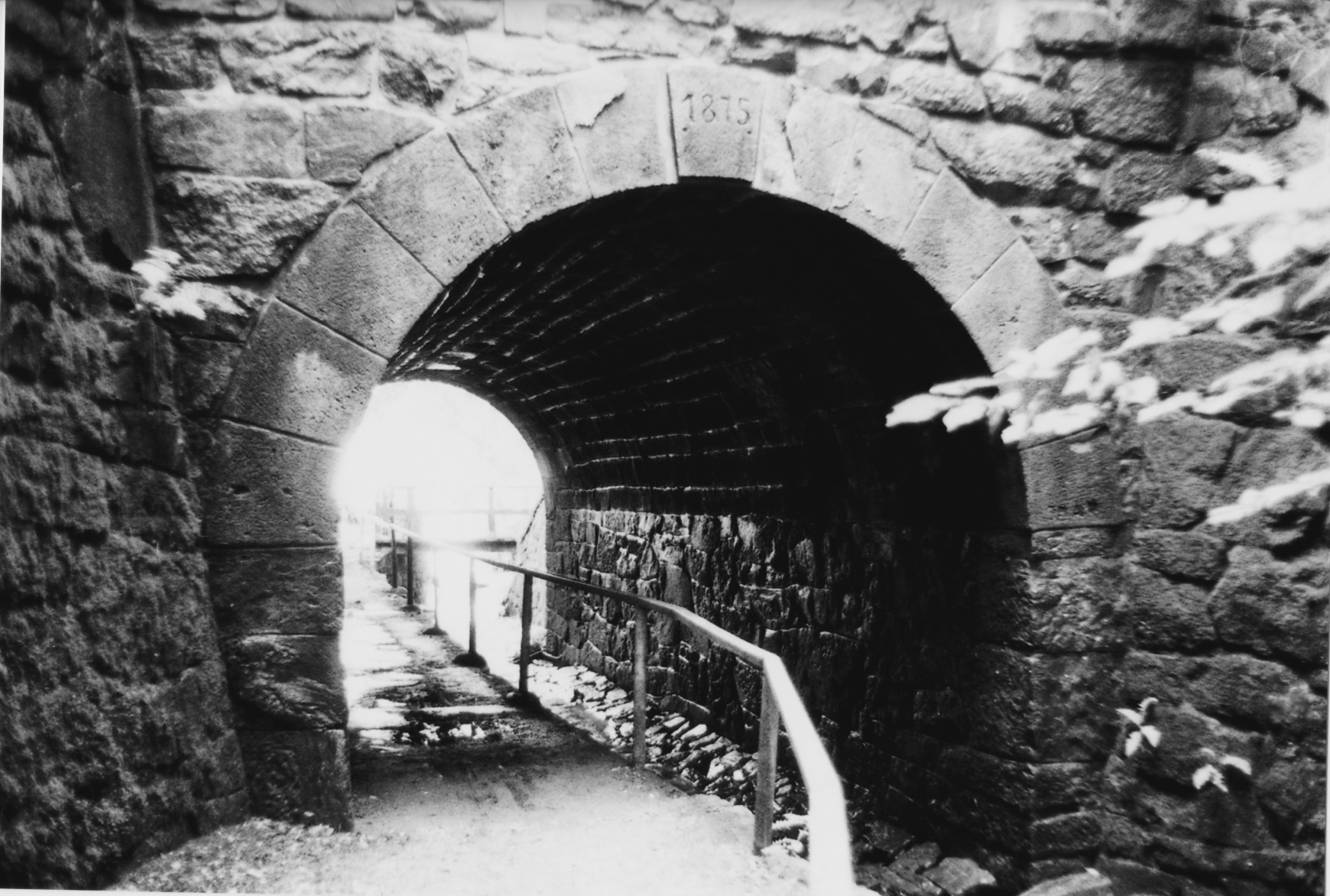
Tunnel des Kaufunger Dorfbachs unter der Bahnstrecke Glauchau–Wurzen am Zusammenfluss mit der Zwickauer Mulde in Wolkenburg-Kaufungen

- Rathaus mit Frohnfeste, hervorgegangen aus dem Rittergut Limbach
- Markt und Johannisplatz

In Limbach-Oberfrohna gibt es folgende Kirchen:
- Evangelische Stadtkirche Limbach, Ersterwähnung 1346
- Evangelische Lutherkirche Oberfrohna: Die Grundsteinlegung erfolgte 1890, im neugotischen Stil errichtet, Kirchweihe 1893. Der 60 Meter hohe Kirchturm ist das Wahrzeichen Oberfrohnas und weithin sichtbar.
- Katholische Gemeinde mit Kirche Mariä Unbefleckte Empfängnis
- Evangelische Lutherkirche Kändler
- Evangelische Johanniskirche Rußdorf
- Evangelische St.-Gallus-Kirche Kaufungen
- Evangelische St.-Mauritius-Kirche (Neue Kirche) Wolkenburg und Kirche St. Georg und St. Moritz (Alte Kirche) Wolkenburg
- Evangelisch-freikirchliche Gemeinde (Baptisten) mit der Christuskapelle
- Evangelisch-freikirchliche Gemeinde Lebenslicht Christus im Zentrum
- Landeskirchliche Gemeinschaft mit einem Gemeindehaus
- Evangelische Allianz in Oberfrohna.[34]
- C3-Home

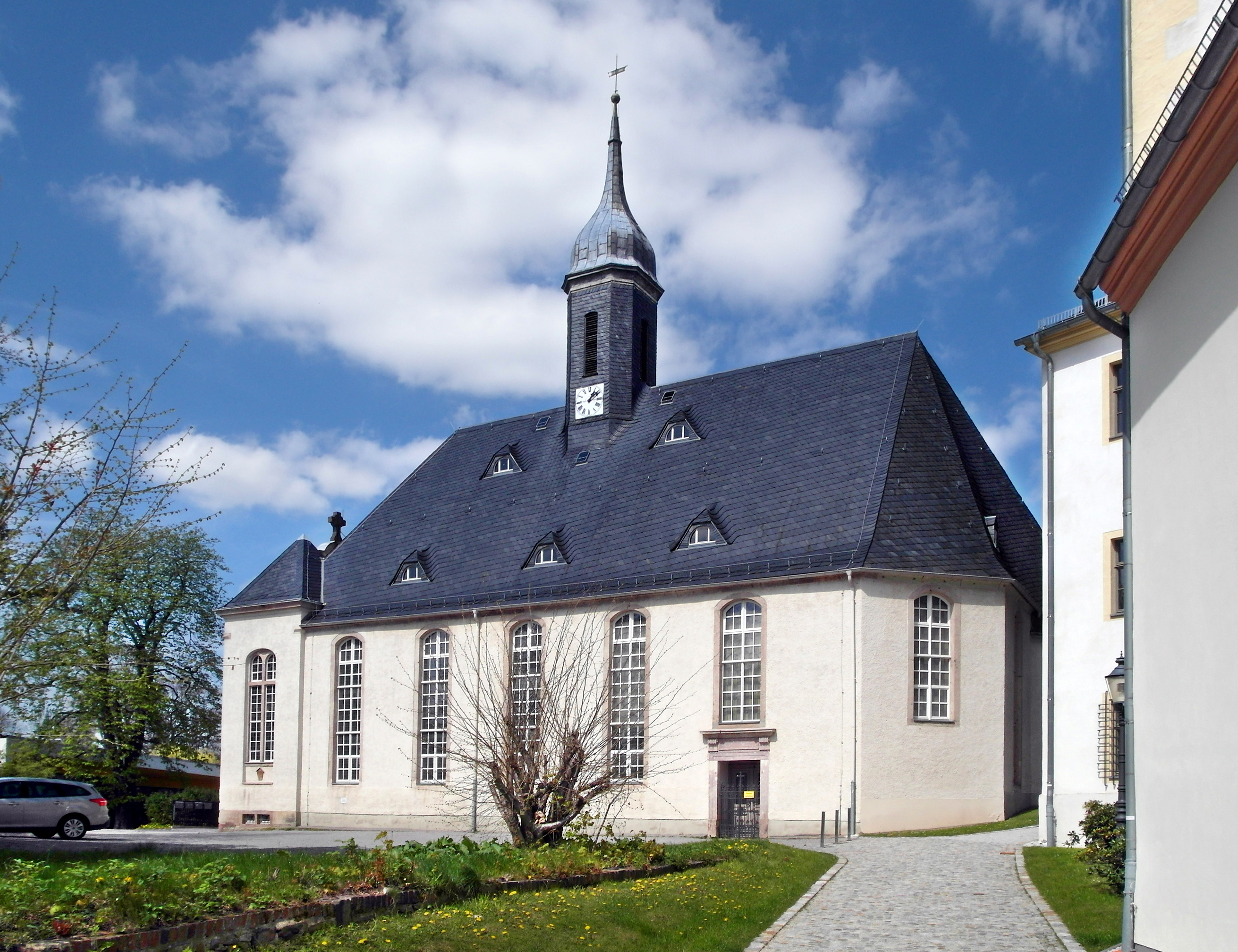
Evangelische Stadtkirche Limbach
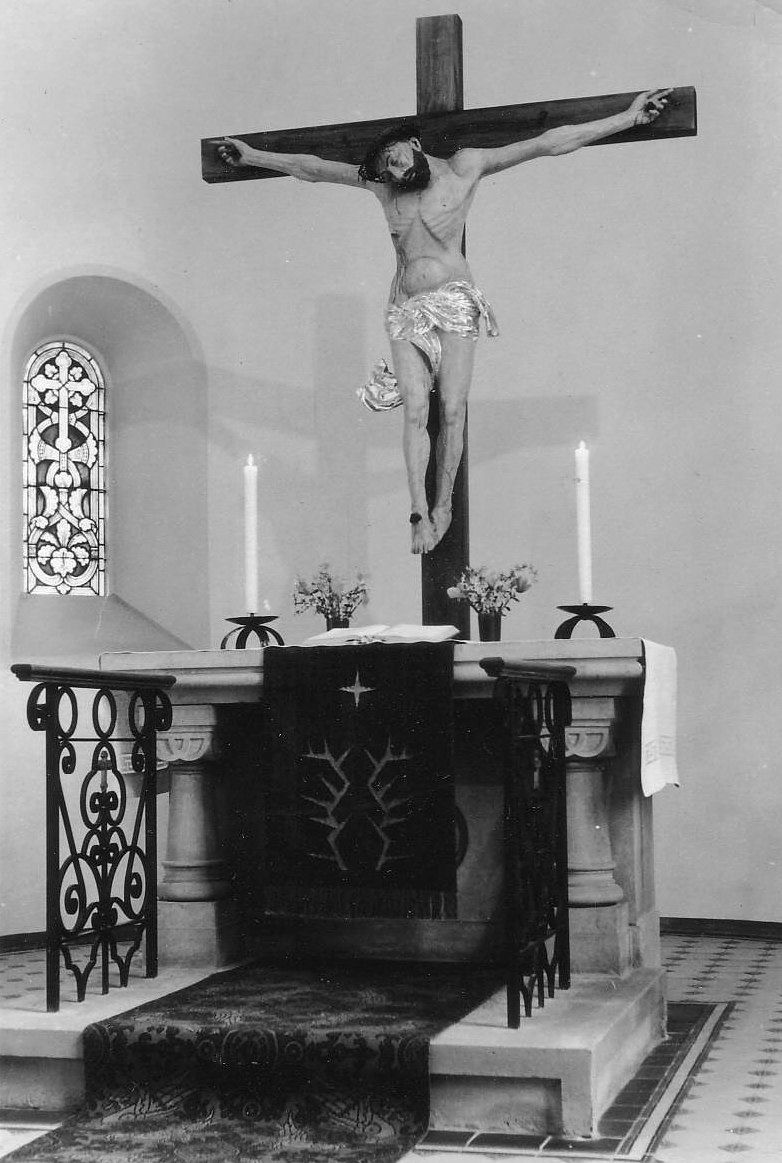
Gotisches Kruzifix in der Dorfkirche zu Kaufungen
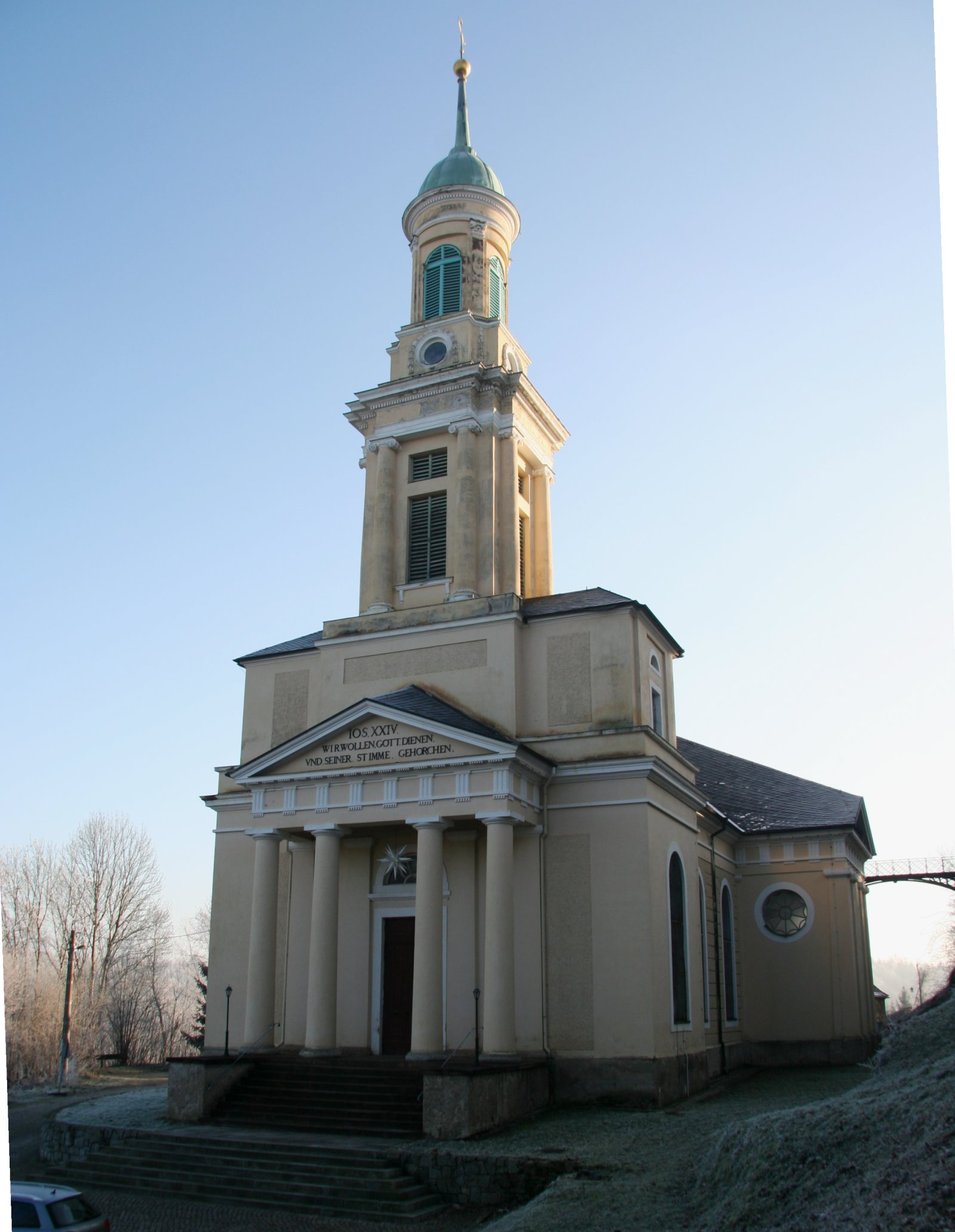
St. Mauritiuskirche zu Wolkenburg
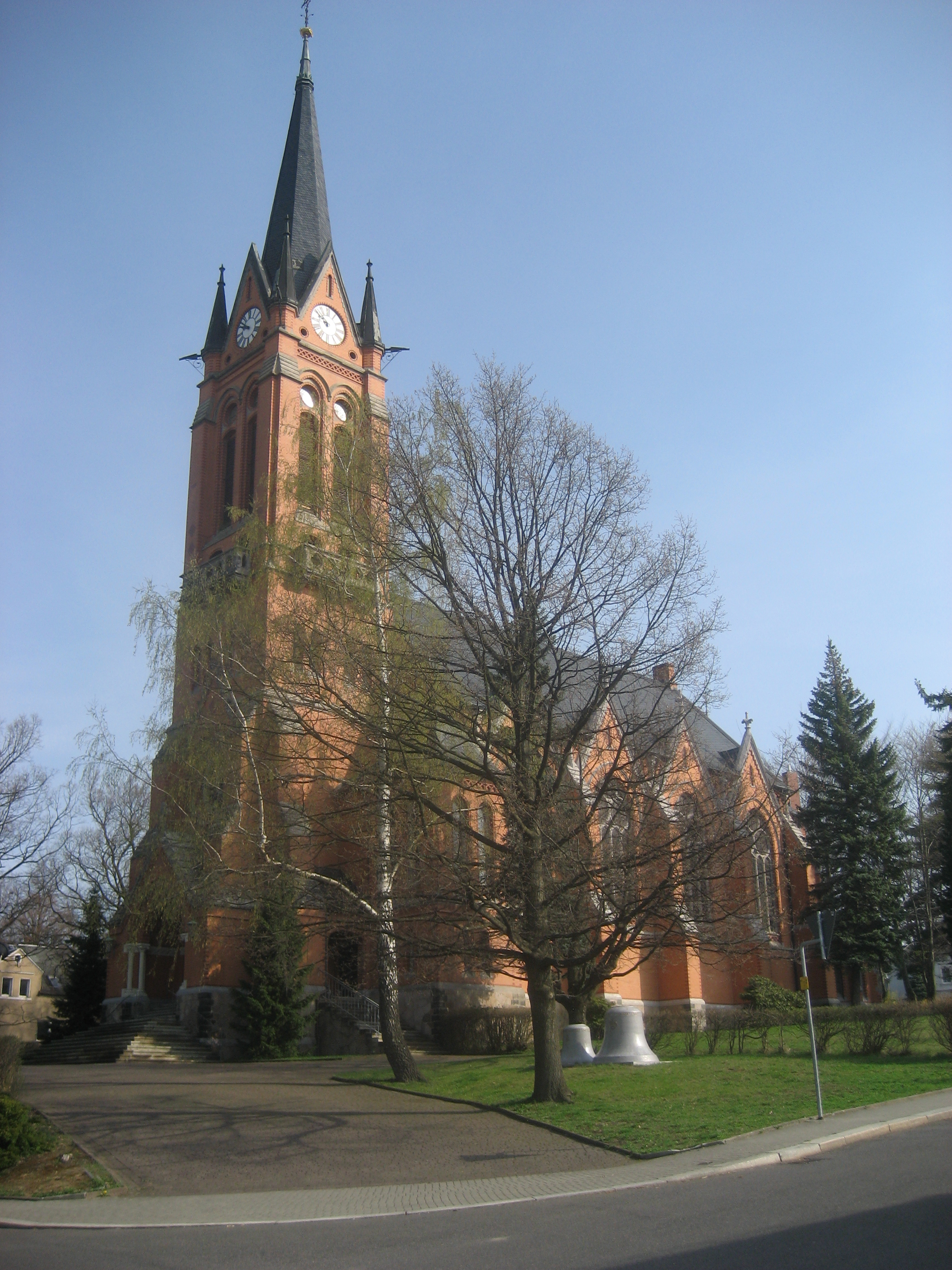
Lutherkirche Oberfrohna
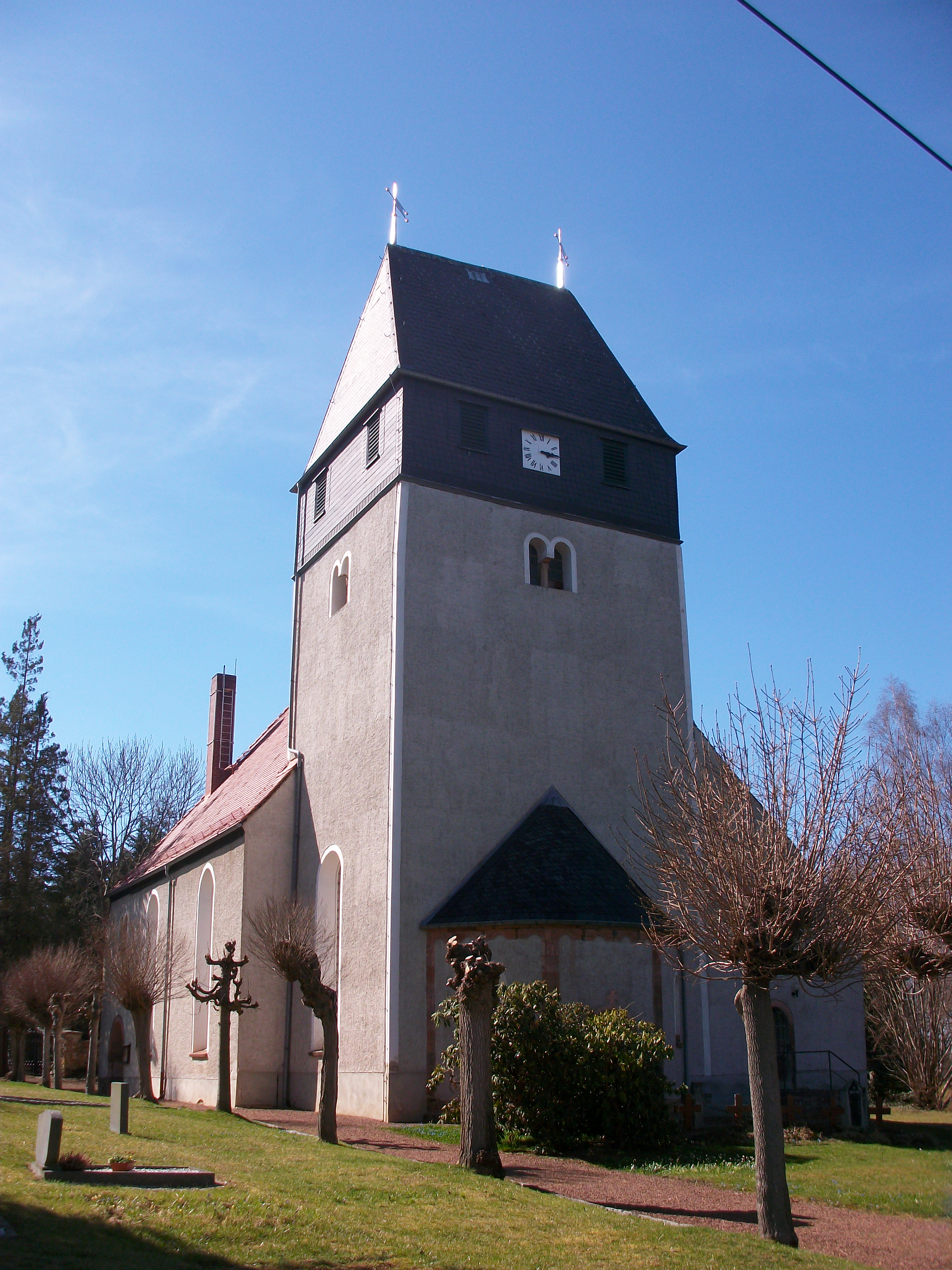
St. Galluskirche Kaufungen

## Kultur

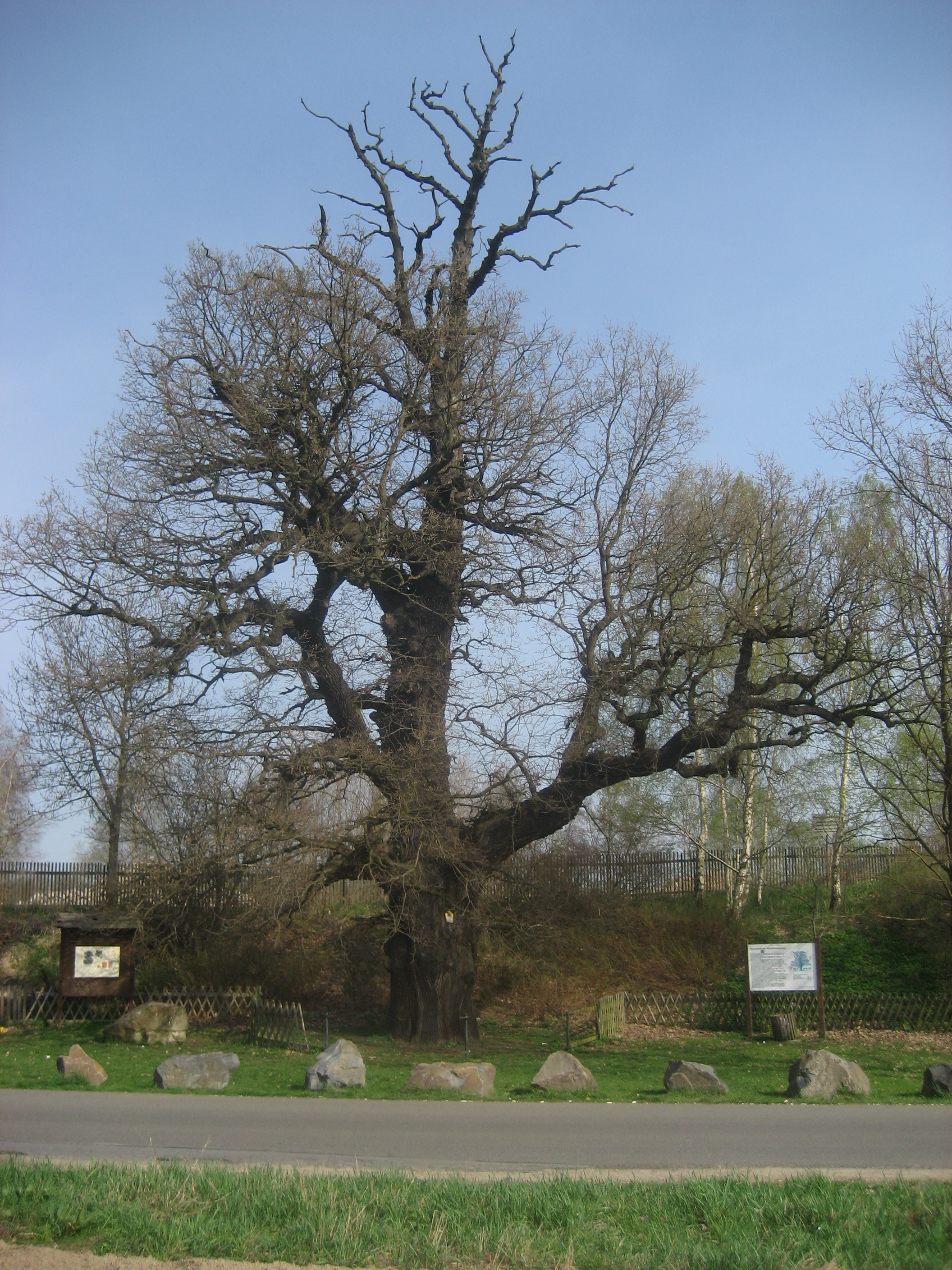
Hanneloreneiche im Frühling 2009

Landschaft, Naturdenkmal, Gedenkstätten
- Am Stadtpark und angrenzend an das Landschaftsschutzgebiet Limbacher Teiche liegt der 1959 gegründete Tierpark Limbach-Oberfrohna.
- Naturdenkmal Hanneloreneiche
- Gedenkstein an der Verbindungsstraße zwischen Limbach und Hartmannsdorf in der Nähe des Elzteiches für die zwei auf der Flucht vor SS-Männern am 10. März 1933 erschossenen Kommunisten Arno Förster und Max Tennler
- Gedenkstein im Gemeindewald von Oberfrohna hinter der Reitsportanlage an den polnischen Zwangsarbeiter Leon Tobola, der hier am 16. April 1941 gehenkt wurde
- Gedenkstein im Ortsteil Rußdorf für alle Opfer des Faschismus
- Denkmal auf dem Städtischen Friedhof für die dort begrabenen 70 sowjetischen Kriegsgefangenen
- Eine Grabstätte mit Gedenktafel auf dem Friedhof des Ortsteils Wolkenburg erinnert an fünf polnische Opfer von Zwangsarbeit.
- Kriegerdenkmale für die Gefallenen des Ersten Weltkriegs und Zweiten Weltkriegs auf dem Friedhof Limbach, vor der Kirche Rußdorf, unterhalb der Kirche Pleißa, auf dem Kirchhof Kändler, auf dem Friedhof Bräunsdorf, auf dem Kirchhof Kaufungen und auf dem Friedhof Wolkenburg
- Kriegsgräberstätte für die Verstorbenen der Lazarette in Limbach
- Kriegsgräberstätte für die Opfer des Bombenangriffs vom 5. Februar 1945 sowie die Verstorbenen des Lazaretts Oberfrohna
- Gedenkstein und -bäume zur Einführung der Reformation und das Gedenken an die Einführung der Reformation in der Hainstraße Oberfrohna
- Gedenkstein für den Ortschronisten Horst Strohbach vor der Schule Oberfrohna
- Gedenkstein für die Gründung des Stadtparks
- Gedenkstein für den Organisten Johannes Pache im Stadtpark
- Gedenkstein für den Förderer des Stadtparks Ernst Rebske
- Gedenktafel für Fritz von Uhde in der Mauritius-Kirche Wolkenburg
- Siehe auch: Liste der Naturdenkmale in Limbach-Oberfrohna

## Wirtschaft und Infrastruktur

### Ansässige Unternehmen
Limbach-Oberfrohna besitzt eine lange industrielle Tradition. Bekannt ist die Stadt vor allem für ihre ehemalige Textilindustrie. In der Stadt hatte Heinrich Mauersberger das Textilverfahren Malimo entwickelt. Die Tradition der Textilindustrie wird auch nach der Wende fortgeführt (bspw. Riedel Textil GmbH mit mehr als 200 Mitarbeitern), nach den vereinigungsbedingten Einbrüchen liegt die Beschäftigungswirkung aber deutlich unter dem Niveau von vor 1989. Die gewerbliche Tradition des Standortes wird durch neue Industrien, vertreten zum Beispiel durch Continental Automotive GmbH (früher Siemens VDO Automotive), Aumann GmbH (früher USK Karl Utz Sondermaschinen GmbH) sowie Firmen der Leichtindustrie, zum Beispiel Warema Sonnenschutztechnik, auf anderen Wegen fortgesetzt. Die meisten dieser Unternehmen bzw. Investoren in der Stadt siedelten sich nach den politischen, gesellschaftlichen und wirtschaftlichen Umbrüchen der Jahre 1989/1990 in den neu entstandenen Industrie- und Gewerbegebieten in und um die Stadt an. Diese Entwicklung war Folge der schrittweisen Aufgabe traditioneller, über das Stadtgebiet verteilter Fabrikstandorte, welche nach 1990 – im Zuge der Vereinigung der beiden deutschen Staaten und dem Wegbrechen der bisherigen Absatzmärkte – nicht mehr wettbewerbsfähig waren. Es existieren auf dem Gebiet der Doppelstadt die folgenden Industrie- und Gewerbegebiete (Stand Ende 2014):
- Gewerbegebiet Ost: mehr als 1.500 Arbeitsplätze, Erschließung ab 1992, Stadtteil Limbach
- Industriegebiet Pleißa-West: mehr als 200 Arbeitsplätze, Erschließung ab 1993, Stadtteil Pleißa
- Gewerbegebiet Kändler An der Hopfendarre: mehr als 400 Arbeitsplätze, Erschließung ab 1996, Stadtteil Kändler
- Industriepark WIMA: Erschließung einer weitläufigen Industriebrache ab 1999, Stadtteil Limbach
- Gewerbegebiet Süd: mehr als 300 Arbeitsplätze, Erschließung ab 2001, Stadtteile Pleißa und Kändler[36][37]

### Verkehr

#### Straßenverkehr
Limbach-Oberfrohna wird südlich von der Bundesautobahn 4 tangiert, die Stadt ist über eine eigene Ausfahrt sowie die Ausfahrt Wüstenbrand erreichbar. Über die Ausfahrten Chemnitz-Röhrsdorf und Hartmannsdorf wird die Stadt an die östlich vorbeiführende Bundesautobahn 72 angebunden. Die Nord-Verlängerung der Bundesautobahn 72 ermöglicht durch drei in den Jahren 2006–2013 freigegebene Bauabschnitte eine schnelle Verbindung in Richtung Leipzig. Weiterhin durchquert der Abschnitt Glauchau–Penig der regional bedeutsamen Bundesstraße 175 den nordwestlichen Stadtteil Wolkenburg-Kaufungen.

#### Eisenbahn
Die durch die Stadt führenden Eisenbahnstrecken Wittgensdorf–Limbach und Limbach–Oberfrohna wurden im Jahr 2000 stillgelegt. Die Bahnstrecke Limbach–Wüstenbrand war bereits 1950 stillgelegt worden. Auf der durch den Stadtteil Wolkenburg führenden Strecke Glauchau–Wechselburg wurde der Verkehr nach dem Muldehochwasser 2002 eingestellt.
Mit Stufe 4 des Chemnitzer Modells soll Limbach-Oberfrohna über Teile der stillgelegten Eisenbahnstrecke Wittgensdorf–Oberfrohna an die Chemnitzer Stadtbahn angebunden werden. Die Planungen der Städte Limbach-Oberfrohna und Chemnitz sehen seit 2003 eine Trasse über Kändler und Chemnitz-Röhrsdorf nach Chemnitz-Zentrum vor, sind jedoch noch nicht konkretisiert worden. Die Kosten für das Projekt werden auf etwa 90 Mio. Euro geschätzt, wovon 60 Prozent vom Bund, 25 Prozent vom Freistaat und 15 Prozent vom Verkehrsverbund Mittelsachsen übernommen werden sollen. Im Juli 2012 wurde bekannt, dass auch die Deutsche Regionaleisenbahn den erneuten Bahnbetrieb zwischen Oberfrohna und Kändler prüfen will.

#### Öffentlicher Personen-Nahverkehr
Der öffentliche Nahverkehr der Stadt Limbach-Oberfrohna wird mit Bussen betrieben. Seit dem 11. Dezember 2005 verkehrt zwischen Chemnitz, Limbach und Oberfrohna die Schnellbuslinie 526 mit drei Halten in Limbach-Oberfrohna und drei weiteren in der Chemnitzer Innenstadt. Eine Besonderheit ist die Linienführung über die Bundesautobahn 4. Neben weiteren Überlandlinien der Regiobus Mittelsachsen GmbH und der Regionalverkehr Erzgebirge GmbH fahren auch Kleinbusse (genannt Citybus) der Fritzsche GmbH auf zwei Stadtlinien. Mit Blick auf eine mögliche Umsetzung des Chemnitzer Modells plant die Fritzsche GmbH derzeit die Option eines zentralen Omnibusbahnhofs in Limbach-Oberfrohna.

### Bildung
In Limbach-Oberfrohna existieren eine Reihe verschiedener Bildungseinrichtungen.

#### Grundschulen
- Evangelische Grundschule Bräunsdorf/Limbach-Oberfrohna
- Goethe-Grundschule
- Gerhart-Hauptmann-Grundschule
- Grundschule Am Wasserturm (bis 2013/2014)
- Thomas-Müntzer-Grundschule
- Grundschule Kändler
- Grundschule Pleißa
- Fritz-von-Uhde-Grundschule (bis 2012/2013)

#### Oberschulen und Gymnasien
- Gerhart-Hauptmann-Oberschule
- Geschwister-Scholl-Oberschule
- Pestalozzi-Oberschule
- Albert-Schweitzer-Gymnasium
- FELS – Freies Evangelisches Limbacher Schulzentrum

#### Weitere Einrichtungen
- Schule am Stadtpark (Förderschule, Förderschwerpunkt geistige Entwicklung)
- Berufliches Schulzentrum für Bau- und Oberflächentechnik (Gewerbliche Berufsschule / Technisches Gymnasium / einjährige Berufsfachschule)
- Volkshochschule Zwickau
- Kreismusikschule
- Esche-Museum (zur Geschichte der Textilindustrie)

## Persönlichkeiten

### Söhne und Töchter der Stadt
- Kunz von Kauffungen (um 1410–1455), bekannt durch den Altenburger Prinzenraub
- Hans Haubold von Einsiedel (1654–1700), kursächsischer Hofbeamter, königlich polnischer und kursächsischer Kammerherr, Marschall des Kurprinzen, Oberhofmeister der verwitweten Königin-Kurfürstin Anna Sophie sowie Geheimer Rat in Dresden
- Hans Friedrich von Schönberg (1655–1676), Rittergutsbesitzer und Hofbeamter
- Hannibal Germanus von Schmertzing (1660–1715), königlich polnischer und kursächsischer Kammerherr
- Karl Graf von Einsiedel (1770–1841), deutscher Diplomat
- Detlev Graf von Einsiedel (1773–1861), sächsischer Kabinettsminister
- Robert Otto Gilbert (1808–1891), evangelischer Theologe
- Julius Esche (1814–1867), Kaufmann, Textilunternehmer und Politiker
- Ernst Esche (1817–1873), Kaufmann, Textilunternehmer und Politiker
- Theodor Esche (1817–1873), Kaufmann, Textilunternehmer und Politiker
- Eugen Esche (1845–1902), Kaufmann, Textilunternehmer und Politiker
- Fritz von Uhde (1848–1911), Kunstmaler
- Alban Schnabel (1852–1938), Politiker und Kaufmann
- Georg Heinrich Wahle (1854–1934), deutscher Rechtswissenschaftler
- Otto Walther (1855–1919), Arzt, Gründer des Kurbetrieb in Nordrach
- Arthur Esche (1857–1940), Professor und Reichstagsabgeordneter
- Otto Staude (1857–1928), Mathematiker und Hochschullehrer
- Georg Wünschmann (1868–1937), Architekt
- Karl Poser (1870–1916), Architekt
- Arno Hoppe (1882–unbekannt), Jurist und Kommunalpolitiker
- Walther Engelmann (1888–1959), Kunstturner
- Hans Reh (1889–1963), Lehrer und Schriftsteller
- Hans Seifert (1889–1948), Politiker (NSDAP)
- Karl Fritzsching (1891–1976), Lehrer, Heimatforscher, Denkmalpfleger und Zeichner
- Kurt Schmidt (1901–1991), Maler, Grafiker und Zeichner
- Gottfried Grote (1903–1976), Kirchenmusiker, Leiter des Staats- und Domchores Berlin
- Erich Kürschner (1904–unbekannt), Jurist und Landrat
- Herbert Köhler (1906–1982), Mundartdichter des sächsischen Vorerzgebirges
- Lothar Green (1908–1981), Fußballschiedsrichter
- Herbert Grobe (1909–1931), SA- und SS-Mitglied
- Heinz Kapitän (1915–1973), Fußballspieler
- Ruth Bickelhaupt (1921–2022), Schauspielerin
- Hans Walther (1921–2015), Namenforscher
- Christian Doehler (1924–2004), Journalist
- Helmut Kandziora (1925–2016), Fußballspieler
- Werner Baumgart (1927–2009), Jazzmusiker
- Werner Mittenzwei (1927–2014), Theater- und Literaturwissenschaftler, Brecht-Forscher
- Siegfried Schnabl (1927–2015), Sexualwissenschaftler und Psychotherapeut
- Frank Vogel (1929–1999), Filmregisseur und Drehbuchautor
- Harald Thomasius (1929–2017), Forstwissenschaftler
- Egon Kunze (1930–2010), Chemiker, Hochschullehrer
- Gert Hofmann (1931–1993), Schriftsteller
- Hilmar Ahnert (* 1936), Fußballspieler
- Gerald Wolf (* 1943), Biologe und Mediziner, Hirnforscher, Romanautor
- Siegfried Gottwald (1943–2015), Mathematiker, Logiker und Wissenschaftshistoriker
- Christian Becher (1943–2013), Kabarettist
- Elke Hopfe (* 1945), Zeichnerin und Professorin in Dresden
- Thomas Ziegler (1947–2014), Maler
- Tassilo Lenk (* 1948), Politiker (CDU), Landrat des Vogtlandkreises
- Bernhard Ritter (* 1950), Landtagsabgeordneter (CDU)
- Jürgen Fanghänel (* 1951), Amateurboxer, achtmaliger DDR-Meister
- Konrad Felber (* 1953), Bundestagsabgeordneter (FDP), Abgeordneter der letzten Volkskammer
- Matthias Müller (* 1953), ehemaliger Vorstandsvorsitzender der Volkswagen AG
- Andreas Eichler (* 1954), Autor und Verleger
- Stefan Stiegler (* 1954), baptistischer Theologe
- Falko Weißpflog (* 1954), Skispringer, DDR-Meister
- Rommy Arndt (* 1967 in Kändler), Fernseh- und Rundfunkmoderatorin

### Persönlichkeiten, die vor Ort gewirkt haben
- Detlev Carl Graf von Einsiedel (1737–1810), sächsischer Kabinettsminister und Unternehmensgründer; 1760–1810 erfolgten durch ihn wesentliche bauliche Veränderungen am Schloss Wolkenburg. In dieser Zeit wurde der Schlosspark im englischen Stil neu angelegt und mehrere Lauchhammer-Eisenkunstgussplastiken im Park aufgestellt.
- Johann Esche (1682–1752), gilt als der Begründer der westsächsischen Maschenwarenindustrie
- Heinrich Mauersberger (1909–1982), Erfinder der Malimo-Nähwirktechnik
- Günter Reichelt (* 1957), Ringer, achtmaliger DDR-Meister, Vize-Weltmeister 1983, Bundestrainer, wuchs in Limbach-Oberfrohna auf
- Rudolph von Schmertzing (1591–1646), kurfürstlich-sächsischer Major und Kriegskommissar, Besitzer des Ritterguts Limbach
- Helena Dorothea von Schönberg (1729–1799), legte die ersten planmäßigen Strumpfwirkersiedlungen Sachsens an
- Alfred Stier (1880–1967), Komponist und Musikdirektor der Evangelisch-Lutherischen Landeskirche Sachsens
- Hermann Heinz Wille (1923–2002), Schriftsteller
- Gustav Willkomm (1839–1910), Begründer und Direktor der ersten Fachschule für Strumpfwirkerei der Welt